# José Beratón

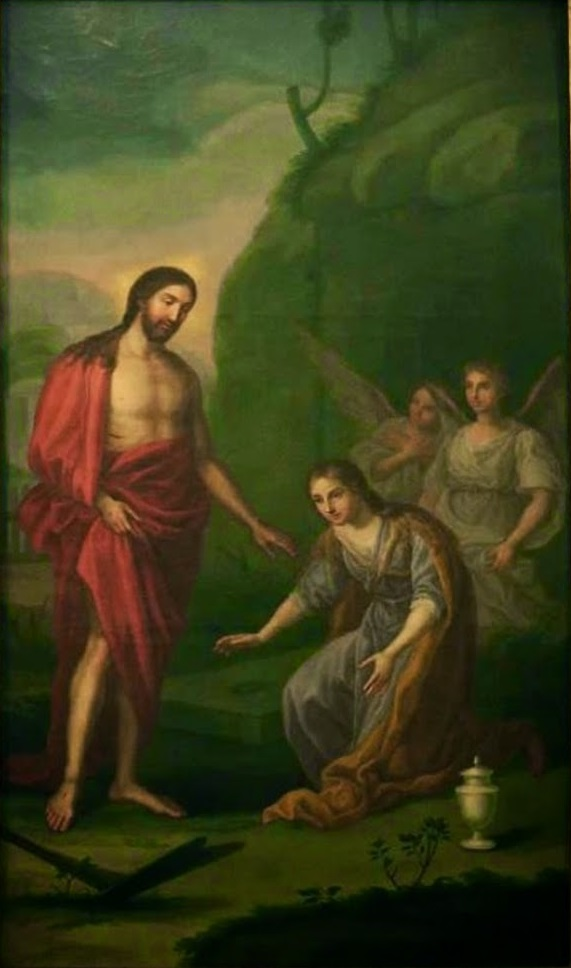
Noli me tangere, óleo sobre lienzo, Madrid, Oratorio del Caballero de Gracia.

José Beratón (Zaragoza, 1747-Madrid, 1796) fue un pintor y dibujante español, aragonés como los Bayeu y Goya de los que fue contemporáneo y con los que compartió maestro, José Luzán.

## Biografía y obra
Comenzó su formación como pintor en Zaragoza de la mano del maestro José Luzán; acabada su primera enseñanza buscó ampliar conocimientos y perfeccionarse marchando a Madrid con su paisano Francisco Bayeu; fue alumno de la Real Academia de Bellas Artes de San Fernando, en la que obtuvo el premio de segunda clase de 1766 por un dibujo con el tema de la visita de Aníbal al templo de Hércules en Cádiz, asunto propuesto por los académicos para la prueba de pensado de segundo año. Trabajó en el taller de Francisco Bayeu en pinturas encargadas para la Corte. En 1794, probablemente por la influencia de Bayeu, fue nombrado pintor de cámara. Su estilo es de un sobrio neoclasicismo, con influencias del pintor de moda de la época, Anton Rafael Mengs. De su trabajo como pintor al óleo, Ceán Bermúdez cita dos cuadros para el Oratorio del Caballero de Gracia de Madrid: Noli me tangere y Los apóstoles san Pedro y san Pablo, conservados en su lugar, y una pintura para la parroquia de Pedrola, de la que no indica asunto, encargados por María Pignatelli, duquesa consorte de Villahermosa.
Más abundante es la producción de dibujos para el grabado, entre los que se encuentran los retratos póstumos de fray Luis de Granada, grabado por Bernardo Albiztur (1787), y el de Juan José de Austria para la serie de los Retratos de los españoles ilustres de la Calcografía Nacional, grabado abierto por Francisco de Paula Martí en 1791; el dibujo para el grabado de Raffaello Morghen de La Adoración de los pastores pintada por Anton Rafael Mengs, por encargo de la Compañía para el grabado de los cuadros de los Reales Palacios (1791), o el retrato de Manuel Godoy como duque de Alcudia, grabado por Manuel Salvador Carmona en 1795 y utilizado en la dedicatoria del tratado de Leonardo Galli, Nuevas indagaciones acerca de las fracturas de la rótula, así como en el Discurso económico-político, leído en la Real Sociedad Aragonesa, de Francisco Tadeo Calomarde.